# Quilbúdio

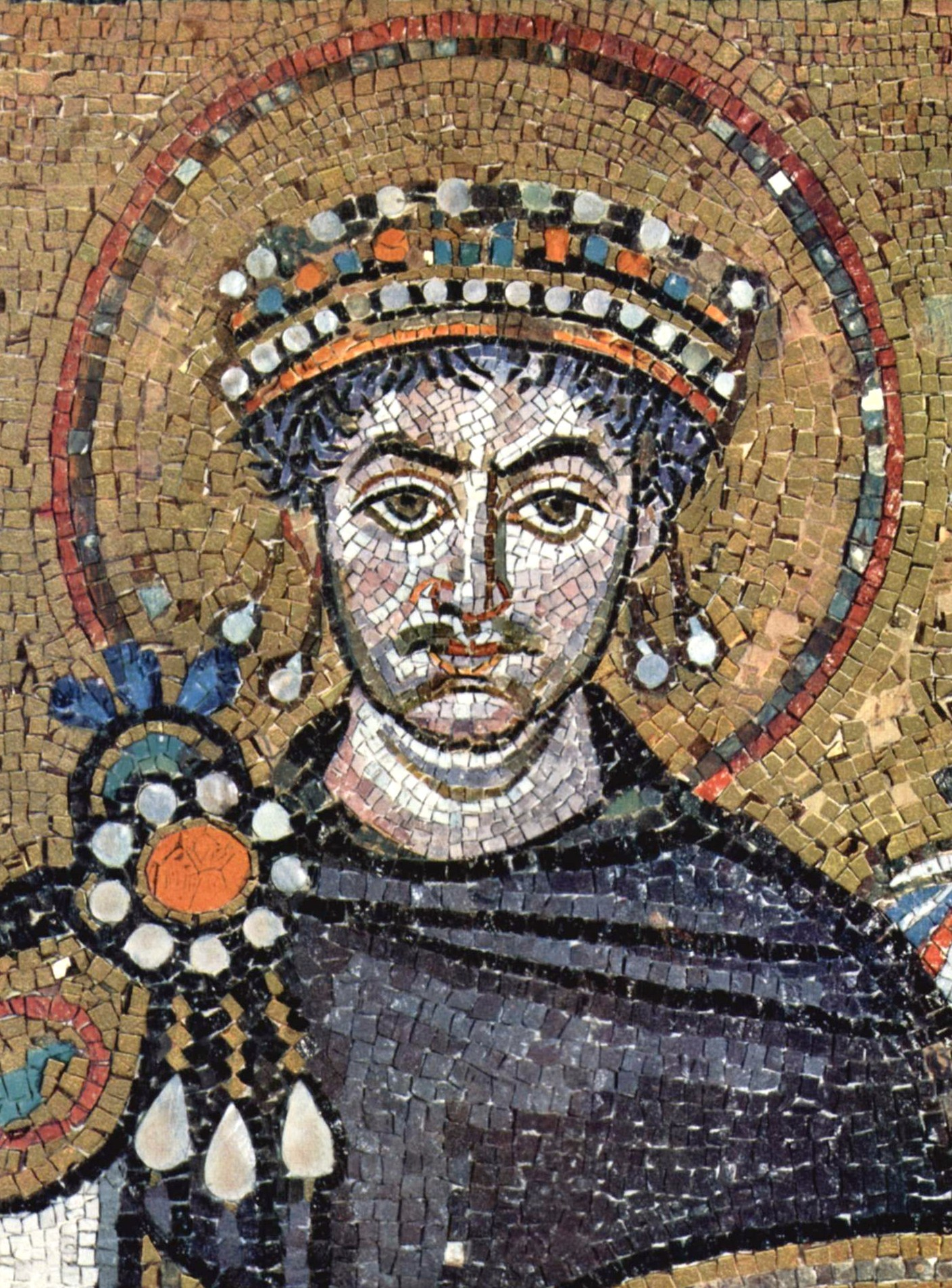
Justiniano em detalhe dum mosaico da Basílica de São Vital

Quilbúdio (em latim: Chilbudius; em grego: Χιλβούδιος; romaniz.: Chilboúdios; m. 533) foi um oficial bizantino do século VI, ativo durante o reinado do imperador Justiniano (r. 527–565).

## Vida

### Origem
Segundo alguns estudiosos Quilbúdio foi provavelmente um eslavo, embora Florin Curta questionou esta visão ao alegar que foi um equívoco provocado pelo anta Quilbúdio que reclamou sua identidade. Seu nome também foi considerado como tendo uma origem germânica. Bohdan Strumins'kyj sugeriu um nome gótico, *Hil(i)baudeis / *Hil(i)būdeis, atestado no alto alemão antigo como Hilibodão (Hillibodo), em vez da tradicional etimologia eslava de *xvalibud ("despertar da glória"). Isso indica a dificuldade de rastrear a origem dos nomes próprios.

### Carreira
Era um membro do séquito do imperador Justiniano (r. 527–565) conhecido, segundo Procópio de Cesareia, como um soldado vigoroso que carecia de avareza e recusava-se a acumular riquezas. No quarto ano do reinado de Justiniano (530), foi nomeado mestre dos soldados da Trácia, em sucessão de Germano, com a missão de deter as incursões dos esclavenos no Império Bizantino. Durante três anos conseguiu repelir os invasores e levou a guerra para além do Danúbio, inibindo que novos raides atravessassem a fronteira. Em 533, foi morto pelos eslavos enquanto estava em campanha.